# Escuela Preparatoria Woodrow Wilson (Texas)
La Escuela Preparatoria Woodrow Wilson (Woodrow Wilson High School) es una escuela preparatoria (high school) en el barrio de Lakewood en el este de Dallas, Texas. Como una parte del Distrito Escolar Independiente de Dallas (DISD por sus siglas en inglés), la preparatoria utiliza el programa del Bachillerato Internacional (IB).
La preparatoria es un hito histórico del estado. El National Trust for Historic Preservation afirmó que la preparatoria "define cómo una escuela histórica del barrio puede permanecer una parte vital e integral del proceso educativo y que continuará sirviendo a los barrios históricos circundantes."

## Historia
El edificio, con un estilo isabelino, tenía un coste previsto de más de $700.000, $100.00 más alto que otras preparatorias en el tiempo.
Durante la ceremonia de la colocación de la primera piedra en abril de 1927, un pedazo de la torta de la boda de Jessie Wilson, la segunda hija de Woodrow Wilson, fue colocado dentro de la piedra.
El foso de la orquesta fue construido con su propia ventilación.
En agosto de 1928, se estableció la asociación de padres y maestros.La preparatoria se abrió en 1928.
Durante la década de 1970, la preparatoria Woodrow Wilson sometió a integración racial, con un porcentaje creciente de estudiantes negros e hispanos cada año. En 1979, Gene Lyons de Texas Monthly afirmó que la integración de la preparatoria Woodrow Wilson fue una parte de la integración de las escuelas en las principales ciudades de Estados Unidos en general.En 1976, el juez federal William M. Taylor escribió un orden jurídico para la integración racial en la ciudad de Dallas. La versión inicial declaró que la preparatoria Wilson iba a ser cerrada para equilibrar los grupos raciales de las escuelas. Debido a que los residentes, quien dijeron que Woodrow Wilson ya se integró, protestaron, la preparatoria permaneció abierta.Este orden jurídico no requería transporte escolar desegregación para estudiantes en los grados 9-12. Lyons afirmó que Woodrow Wilson era una de las pocas escuelas "integradas naturalmente".